# Léal Bluff
Das Léal Bluff (ursprünglich spanisch Cerro Léal ‚Léal-Hügel‘, in Argentinien auch Cerro Rodriguez Argumedo) ist ein 485 m hohes Kliff im südwestlichen Teil der Vega-Insel im antarktischen Weddell-Meer. Es liegt 3 km landeinwärts des Kap Lamb.
Teilnehmer einer von 1958 bis 1959 durchgeführten argentinischen Antarktisexpedition benannten es in der irrtümlichen Annahme, es handele sich um einen Hügel, nach Jorge Edgard Léal (1921–2017), Major und späterer Brigadegeneral der argentinischen Armee, der 1947 als stellvertretender Leiter der Esperanza-Station tätig war. Das UK Antarctic Place-Names Committee übertrug diese Benennung 1964 in angepasster Form ins Englische. Namensgeber der alternativen argentinischen Benennung ist Evaristo Sixto Rodríguez Argumedo, Leutnant der argentinischen Armee, der am 12. August 1957 beim Sturz in eine Gletscherspalte am Mount Taylor ums Leben kam.